# Romanogobio benacensis
 Romanogobio benacensis és una espècie de peix cipriniforme de la família dels ciprínids.